# Grabenstätt
Grabenstätt – miejscowość i gmina w południowo-wschodnich Niemczech, w kraju związkowym Bawaria, w rejencji Górna Bawaria, w regionie Südostoberbayern, w powiecie Traunstein. Leży około 9 km na południowy zachód od Traunsteinu, nad jeziorem Chiemsee, przy autostradzie A8.

## Dzielnice
Bergen bei Erlstätt, Erlstätt, Grabenstätt, Hirschau, Höring, Marwang i Winkl.

## Demografia
| Rok  | Liczba mieszk. |
| ---- | -------------- |
| 1970 | 2 586          |
| 1987 | 3 145          |
| 2000 | 4 090          |
| 2005 | 4 057          |

### Struktura wiekowa
Dane o ludności z 31 grudnia 2008:
| Opis                                | Ogółem | Ogółem | Kobiety | Kobiety | Mężczyźni | Mężczyźni |
| ----------------------------------- | ------ | ------ | ------- | ------- | --------- | --------- |
| Jednostka                           | osób   | %      | osób    | %       | osób      | %         |
| Populacja                           | 4283   | 100    | 2226    | 51,97   | 2057      | 48,03     |
| Wiek przedprodukcyjny (0–17 lat)    | 761    | 17,77  | 380     | 8,87    | 381       | 8,9       |
| Wiek produkcyjny (18–65 lat)        | 2663   | 62,18  | 1355    | 31,64   | 1308      | 30,54     |
| Wiek poprodukcyjny (powyżej 65 lat) | 859    | 20,06  | 491     | 11,46   | 368       | 8,59      |

## Polityka
Wójtem gminy jest Georg Schützinger z SPD, rada gminy składa się z 16 osób.
|      | CSU | SPD | UWU | BGE | FW | Razem |
| 2008 | 7   | 1   | 2   | 3   | 3  | 16    |
| 2002 | 8   | 2   | 3   | 3   | -  | 16    |

## Oświata
W gminie znajdują się dwa przedszkola (115 miejsc) oraz szkoła podstawowa.